# Howlita
La howlita és un mineral de la classe dels borats. Va ser descoberta l'any 1868 a Nova Escòcia (Canadà), sent nomenada en honor de Henry How (1828-1879), químic, geòleg i mineralogista canadenc que va ser el primer a descriure la nova espècie mineral.

## Característiques
La howlita va ser classificada anteriorment com un silicat càlcic contenint anions de bor, però l'estudi de la seva estructura indica que és un borat de calci que conté també silici. A més dels elements de la seva fórmula, Ca₂B₅SiO9(OH)₅, sol portar com impureses: sodi i potassi. Cristal·litza en el sistema monoclínic formant prismes tabulars aplanats paral·lels a [100]. També se'n pot trobar de forma massiva a nodular. Les anàlisis de duresa solen donar un valor de 3,5 a l'escala de Mohs, però aquest podria ser la duresa per separar els grans de la forma massiva en què normalment es troba, doncs la duresa autèntica d'un dels cristalls s'ha mesurat al voltant de 6,5.
Segons la classificació de Nickel-Strunz, la howlita pertany a «06.CB: Ino-triborats» juntament amb els següents minerals: colemanita, hidroboracita i jarandolita.

## Formació i jaciments
Se sol trobar associada a dipòsits de minerals borats. Es forma com a mineral secundari en ambients àrids. Sol estar associada a altres minerals com: colemanita, guix, ulexita o bakerita.